# Yucca pallida
Yucca pallida es una especie de planta con flor de la familia de las asparagáceas.  

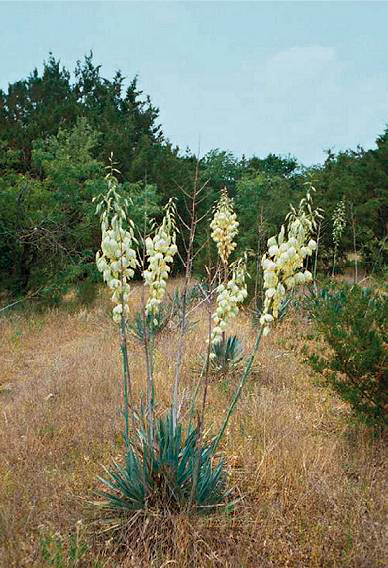
Vista de la planta

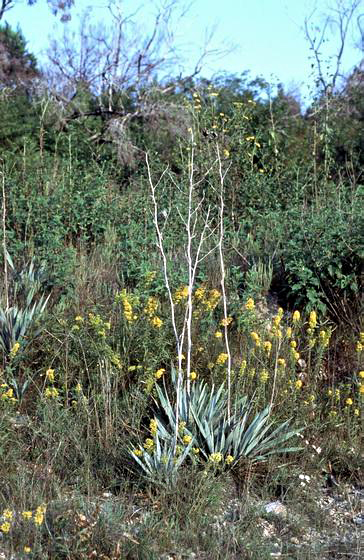
En su hábitat

## Distribución
Se halla en el norte y el centro de Texas, y extremo norte de México.  Es  notable por sus pálidas hojas que van del azul gris pálido a verde apagado.

## Descripción
Su altura llega a 20-50 cm y 30-80 cm de diámetro, con hojas de 15-40 cm x 2-3 cm,  siendo más anchas al medio. Las rosetas se apoyan  directamente en el terreno, con poco o ningún tronco. Las hojas tienen una espina terminal amarilla a castaña, y son  generalmente achatadas, con algo de cerosidad en los bordes.
Inflorescencia en panícula de 1-2,5 m de altura, con más de 100 flores acampanadas, cada una de 5-7 cm de largo, con colores oscilando del verde suave a cremosa.
Se sabe que se hibrida con Yucca rupicola, de similar apariencia, con hojas más retorcidas y curvadas.
Aunque no común en horticultura, su color,  tamaño, y moderada resistencia (hasta −18 °C)  la hacen buena alternativa para otros tipos de yucas.

## Taxonomía
Yucca filifera fue descrito por Susan Adams McKelvey  y publicado en Yuccas of the Southwestern United States 2: 57–63, map 2, pl. 13–14. 1947.
Etimología
Yucca: nombre genérico que fue nombrado por Carlos Linneo y que deriva por error de la palabra taína: yuca (escrita con una sola "c").
pallida: epíteto latíno que significa "pálida"
Sinonimia
- Yucca pallida var. edentata (Trel.) Cory
- Yucca rupicola var. edentata Trel.